# Ценчич, Макс Эмануэль
Макс Эма́нуэль Це́нчич (нем. Max Emanuel Cencic, хорв. Cenčić; род. 21 сентября 1976, Загреб, Хорватия) — австрийский певец (контратенор) хорватского происхождения, также оперный продюсер и режиссёр-постановщик.

## Биография и творческая деятельность
Родился в Загребe, Хорватия. Позднее с семьёй переехал в Австрию. С детских лет значительное участие в развитии музыкального таланта сына принимала его мать.
В 1987—1992 гг. выступал в составе Венского хора мальчиков. После возрастной ломки голоса сумел сохранить сопрановую тесситуру и вплоть до 1997 года продолжал выступать как певец-сопранист. Записал в этот период целый ряд своих ранних альбомов. Позднее взял трёхлетнюю паузу в концертной деятельности для перестройки вокального аппарата под новую манеру пения, благодаря которой голос стал звучать ниже и приобрёл характерное узнаваемое вибрато.
Как меццо-сопрановый контратенор дебютировал в 2001 году. Впервые привлёк к себе существенное внимание исполнением партии Нерона в базельской постановке 2003 года оперы Клаудио Монтеверди «Коронация Поппеи». В ходе дальнейшей успешной международной карьеры в 2009 году пел на сценах Ла Монне, Баварской государственной оперы и Оперы Земпера, в 2010 г. — на сцене Венской государственной оперы.
Выступал как солист при записях и дальнейшей концертной поддержке ряда компакт-дисков с оперными ариями и кантатами Доменико Скарлатти, Антонио Кальдары, Антонио Вивальди, Георга Фридриха Генделя, Джоакино Россини и др.
На сегодняшний день широко известен благодаря партиям Фарнака (Farnace) в одноименной опере Антонио Вивальди («Il Farnace», 1731), Мандане (Mandane) в опере «Артаксеркс» («Artaserse», 1730) Леонардо Винчи и Александра в одноименной опере Георга Фридриха Генделя «Алессандро» («Alessandro», 1726), поставленных и изданных в аудиозаписях агентством Parnassus Arts Productions.
Среди дирижёров, с которыми певец регулярно сотрудничает в своей концертной и студийной деятельности, значатся такие имена, как Уильям Кристи (William Christie), Рене Якобс (René Jacobs), Оттавио Дантоне (Ottavio Dantone), Диего Фазолис (Diego Fasolis), Жан-Кристоф Спинози (Jean-Christophe Spinosi), Георг Петроу (Geroge Petrou), Эммануэль Аим (Emmanuelle Haïm), Фабио Бьонди (Fabio Biondi), Риккардо Мути (Riccardo Muti), Риккардо Минази (Riccardo Minasi) и некоторые другие.
В настоящее время работает с продюсерским агентством Parnassus Arts Productions, где является штатным исполнителем, продюсером и постановщиком ряда оперных проектов, в частности «Артаксеркс» Леонардо Винчи и «Сирой» («Siroe, re di Persia»/«Siroes, King of Persia») Георга Фридриха Генделя.

## Оценка общественностью и в прессе
Ценчич отмечен положительными отзывами ведущих западно-европейских и российских критиков, обозревателей классической и оперной музыки. Так, например, запись оперы «Алессандро» («Alessandro», 1726) Генделя получила восторженные оценки и многочисленные награды, в числе которых «запись месяца» BBC Music Magazine и международная оперная премия в номинации «Лучшая запись года».
Критик журнала L’Opera писал:

«Одной арии достаточно, чтобы не осталось сомнений в величии Ценчича. В нём сосредоточено то лучшее, чего сегодня достигли исполнители музыки барокко. Он стоит во главе новой эры выдающихся контратеноров и устанавливает стандарты».
Журнал Opernwelt охарактеризовал артиста следующим образом:

«Мистер Ценчич благословлён быть лучшими контратенором нашего времени».

## Произношение фамилии
В разных странах Европы и в России встречается искаженное написание и произношение фамилии певца: «Ченчич», «Ченчик» или «Ценчик» с различными вариантами ударений. На хорватском языке произносится «Це́нчич». Сам представляется как «Це́нцич». К многочисленным интерпретациям относится спокойно.